# Minamoto no Toshiyori

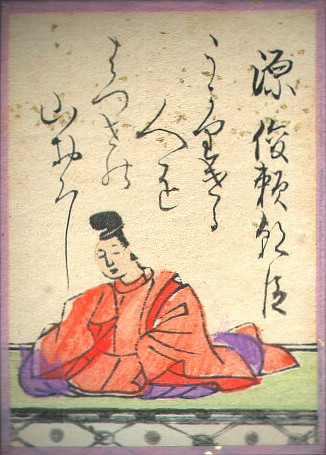
Minamoto no Toshiyori im Ogura Hyakunin Isshu

Minamoto no Toshiyori (japanisch 源 俊頼, bzw. in respektvoller Lesung Minamoto no Shunrai; * 1055 auf Kyūshū; † 29. Januar 1129) war ein japanischer Waka-Dichter und Höfling. Er war der dritte Sohn von Minamoto no Tsunenobu.
Toshiyori verbrachte die ersten vierzig Jahre seines Lebens in seinem Geburtsort auf Kyūshū, wo sein Vater Minamoto no Tsunenobu als Gouverneur wirkte. Erst dann kam er an den Hof des Tennō Horikawa. Er galt als exzentrisch und erlangte nie ein höheres höfisches Amt oder einen Titel.
Toshiyori wurde als Erneuerer der Waka-Dichtung bekannt. Berühmt waren seine Dispute mit seinem erzkonservativen Konkurrenten Fujiwara no Mototoshi. Horikawa beauftragte ihn mit der Kompilation der kaiserlichen Waka-Sammlung Kin’yō-wakashū, die um 1127
fertiggestellt wurde. Im Alter war er Lehrer und Mentor des Dichters Fujiwara no Toshinari, der ihm stets größte Hochachtung erwies. Auch sein Sohn Shun’e Hōshi wurde als Dichter bekannt.

## Quelle
- 2001 Waka for Japan 2001 - Minamoto no Shunrai